# Tom Savini
Tom Savini (Pittsburgh, 3 de novembro de 1946) é um maquiador \ técnico em efeitos especiais de cinema, ator e cineasta norte-americano.

## Carreira
Seu apelido é "The Godfather of Gore". Seu fascínio por maquiagem de monstro começou na infância, quando conheceu o trabalho de Lon Chaney, o gênio do cinema mudo. Serviu na Guerra do Vietnã como fotógrafo de combate, onde teve contato constante com cadáveres mutilados e desfigurados. Seu primeiro trabalho no cinema foi em Confissões de um Necrófilo (1974). Em Martin (1976), trabalhou pela primeira vez com o diretor George A. Romero, com quem viria a fazer Zombie: Despertar dos Mortos (1978), Dia dos Mortos (1985) e outros. O sucesso de Sexta-Feira 13 (1980) gerou inúmeras imitações, incluindo filmes que aproveitaram o maquiador, como Chamas da Morte (1981) e Quem Matou Rosemary? (1981). Seu primeiro filme como diretor foi a elogiada refilmagem do clássico A Noite dos Mortos Vivos (1990). Fez alguns filmes exclusivamente como ator, incluindo o papel central em A Maldição do Sangue (1993) e o motoqueiro "Sex Machine" em Um Drink no Inferno (1996). Trabalhou no filme de Filhos das Trevas (1999) de Robert A Masciantonio, onde foi responsável por todos efeitos especiais de maquiagem no filme.

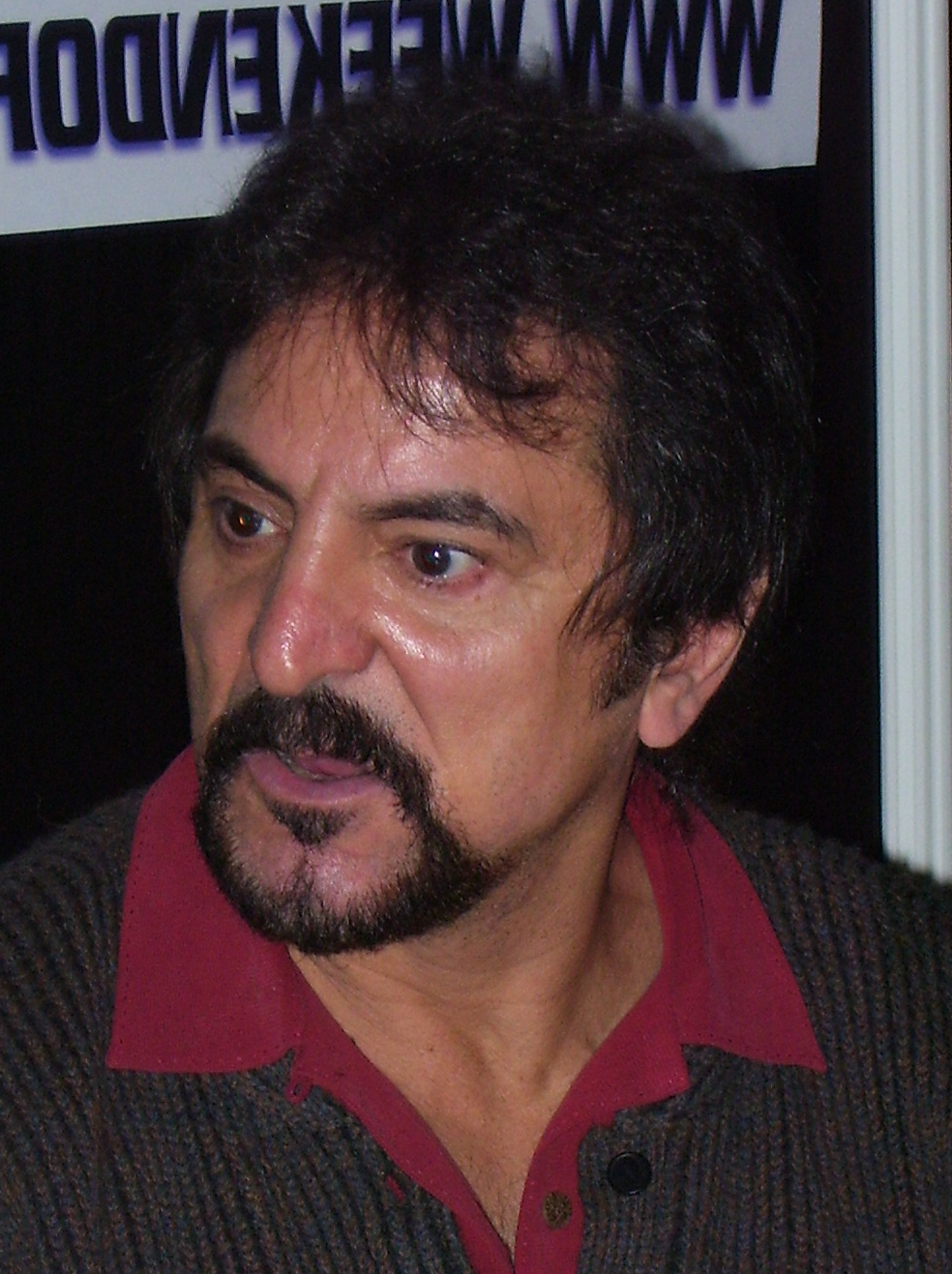
Tom Savini em 2007.

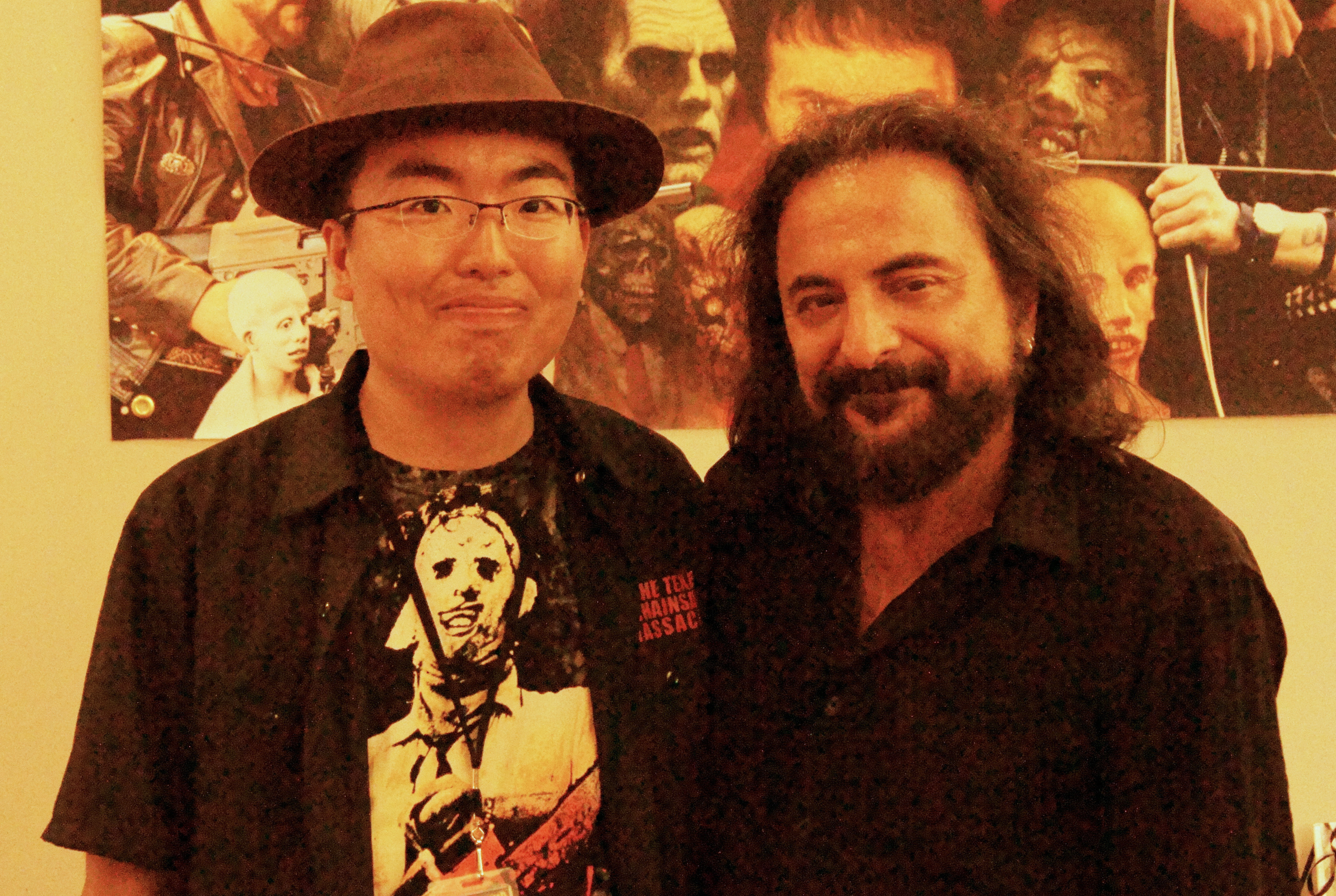
Tom Savini em 2012.

### Como diretor
- 2004: Chill Factor: House Call
- 1990: A Noite dos Mortos-Vivos (Night of the Living Dead)
- 1984 - 1988: Tales from the Darkside (seriado) (3 episódios)